# Дэвис, Майк (теннисист)
Майкл Гренфелл (Майк) Дэвис (англ. Michael Grenfell 'Mike' Davies; 9 января 1936, Суонси — 2 ноября 2015, Сарасота, США) — британский теннисист и спортивный администратор. Как игрок — член сборной Великобритании в Кубке Дэвиса, финалист Уимблдонского турнира (1960) в мужском парном разряде. После окончания игровой карьеры Дэвис занимал должности в руководстве профессиональных туров WCT и ATP, а затем Международной федерации тенниса (ITF) и сыграл важную роль в популяризации тенниса и его проникновении на телевидение. В 2012 году имя Майка Дэвиса было включено в списки Международного зала теннисной славы.

## Игровая карьера
Майк Дэвис, уроженец валлийского Суонси, начал играть в теннис в 11 лет в своём родном городе. По собственным воспоминаниям, вначале Майк использовал мячи, вылетавшие с территории местного лаун-теннисного клуба, для игры в футбол, но затем пристрастился собственно к теннису. Он также рассказывал, что занялся этим спортом, подражая брату Лейтону, который был старше его на пять лет. Подростком Майк четыре года подряд выигрывал чемпионат Уэльса по теннису в возрастных категориях до 14 и до 16 лет. Некоторое время Дэвис был протеже знаменитого английского теннисиста Фреда Перри, но из-за взрывного темперамента и истерик «в стиле Джона Макинроя» британская Ассоциация лаун-тенниса лишила его финансовой поддержки. Таким образом, чтобы продолжать играть в теннис, Дэвису приходилось вставать в три часа утра и отправляться на работу на картофельном поле. Позже друзья и соседи в складчину собрали достаточно денег, чтобы позволить Майку отправиться на учёбу у прославленного австралийского тренера Гарри Хопмана.
Во второй половине 1950-х годов Майк Дэвис стал одним из ведущих теннисистов Великобритании, в 1957, 1959 и 1960 годах занимая во внутреннем рейтинге Великобритании первую строчку. В 1954 году он вышел в 4-й круг Уимблдонского турнира в одиночном разряде и с 1955 года он выступал за сборную Великобритании в Кубке Дэвиса. В общей сложности Дэвис провёл за сборную 37 игр в 15 матчах в Европейской зоне, одержав 15 побед из 22 в одиночном разряде и 9 из 15 в парном. В Кубке Дэвиса на его счету были победы над такими соперниками, как Свен Давидсон, Никола Пьетранджели, Пьер Дармон и Вильгельм Бунгерт.
Высшим успехом в любительской теннисной карьере Майка Дэвиса стал выход в 1960 году в финал Уимблдонского турнира в мужском парном разряде. Там Дэвис и его партнёр Бобби Уилсон проиграли мексиканцу Рафаэлю Осуне и американцу Деннису Ралстону; этот матч знаменовал последнее появление британцев в уимблдонском мужском финале до 2012 года, когда одним из лидеров мирового тенниса стал шотландец Энди Маррей. Однако вскоре после этого успеха Дэвис окончательно порвал с Ассоциацией лаун-тенниса, отчислившей его из сборной и лишившей членства во Всеанглийском клубе за резкие высказывания против консервативного теннисного истеблишмента. В ответ Майк заключил контракт с директором профессионального теннисного тура Джеком Креймером, на следующие восемь лет переквалифицировавшись из любителей в профессионалы. Он никогда не был в числе неоспоримых лидеров теннисного тура, но доходил до четвертьфинала на профессиональных чемпионатах Франции и США, а в 1966 году стал полуфиналистом чемпионата Уэмбли — профессионального аналога Уимблдона. Сайт Международного зала теннисной славы, однако, подчёркивает, что главным, что Дэвису принесли годы в ранге теннисиста-профессионала, было глубокое знание нюансов профессионального спорта, в дальнейшем позволившее ему стать успешным администратором и экспертом по маркетингу.

### Финалы турниров Большого шлема за карьеру
Мужской парный разряд (0-1)
| Результат | Год  | Турнир              | Партнёр      | Соперники в финале           | Счёт в финале  |
| --------- | ---- | ------------------- | ------------ | ---------------------------- | -------------- |
| Поражение | 1960 | Уимблдонский турнир | Бобби Уилсон | Рафаэль Осуна Деннис Ралстон | 5-7, 3-6, 8-10 |

## Административная карьера
Ещё в начале выступлений в туре Креймера, в 1961 году, Майк Дэвис издал автобиографическую книгу «Теннисный бунтарь» (англ. Tennis Rebel), рассказывающую о его противостоянии с тогдашним теннисным руководством. В дальнейшем, даже став частью спортивного истеблишмента, Дэвис остался экспериментатором и реформатором.
В 1968 году нефтяной магнат Ламар Хант предложил Дэвису пост заместителя директора нового профессионального тура World Championship Tennis (WCT). В 1969 году Дэвис стал уже исполнительным директором тура и оставался в этой должности до 1981 года. За это время он добился существенного повышения внимания публики к профессиональному теннису. Уже в 1970 году тур WCT, в рамках которого 32 спортсмена разыгрывали 20 турниров, выплачивал участникам более миллиона долларов в год — каждому теннисисту был гарантирован доход в 50 тысяч. По мере того, как турниры WCT превращались в популярное телевизионное шоу (уже в 1972 году финал тура между Родом Лейвером и Кеном Розуоллом собрал у экранов 21,3 миллиона зрителей), Дэвис поменял цвет используемых мячей с белого на оранжевый, а затем на жёлтый, так как эти цвета были лучше видны зрителям на фоне синего искусственного покрытия крытых кортов на экранах телевизоров. Только через десять лет на жёлтые мячи перешёл Уимблдон. Американские зрители жаловались на то, что плохо различают игроков, выступающих в стандартных для тогдашнего тенниса белых костюмах, и Дэвис разрешил в матчах WCT цветную форму. Поскольку фирмам-спонсорам турниров было нужно экранное время для рекламы, в WCT при Дэвисе были введены 90-секундные перерывы в игре через каждые два гейма. WCT был также одним из первых мест, где был введён тай-брейк.
В 1981 году Дэвис перешёл из WCT в Ассоциацию теннисистов-профессионалов (АТР) на должность директора по маркетингу. Спустя некоторое время он занял и в этой организации пост исполнительного директора, добившись превращения структуры, погрязшей в долгах, в прибыльное предприятие. В 1987 году состоялся новый переход Дэвиса — теперь в Международную федерацию тенниса (ITF), где стал одновременно генеральным менеджером и директором по маркетингу. В 1990 году по инициативе Дэвиса ITF учредила Кубок Большого шлема — итоговый турнир года, в котором встречались 16 теннисистов, в течение сезона показавших лучшие результаты в четырёх турнирах Большого шлема. Турнир отличался высоким призовым фондом — 6 млн долларов ежегодно, из которых два миллиона получал победитель.
В последние годы жизни Дэвис, проживавший в Сарасоте (Флорида), был генеральным директором мужского и женского турнира в Коннектикуте, проходящего за неделю до Открытого чемпионата США. В 2012 году его имя было включено в списки Международного зала теннисной славы. Он умер на 80-м году жизни, оставив после себя жену Мину и четырёх детей.